# Kasteel van Reynerie
Het Kasteel van Reynerie (Frans: Château de Reynerie) is een kasteel in de Franse gemeente Toulouse. Het kasteel is een beschermd historisch monument sinds 1963.